# 心に夢を君には愛を/ギラ☆ギラ
『心に夢を君には愛を／ギラ☆ギラ』（こころにゆめをきみにはあいを／ギラギラ）は、KinKi Kidsの17枚目のシングル。2003年6月18日発売。発売元はジャニーズ・エンタテイメント。

## 解説
前作から約2か月でリリースされた。2000年の『夏の王様/もう君以外愛せない』以来3年ぶりの両A面シングル。本作はA面の2曲とも管楽器が全面的に使われている。「ギラ☆ギラ」に関しては、タイアップがなく音楽番組での披露もフジテレビ系列番組『堂本兄弟』のみだった。本作ではSatomiがA面2曲を共に作詞している。
本作も前作『永遠のBLOODS』同様、初回盤と通常盤でジャケット違い、収録曲違いがある。初回盤にはインストルメンタル、通常盤には堂本剛が作詞曲を担当した新曲を収録。

## チャート成績
オリコン週間ランキングで、初週21.4万枚を売り上げ、初登場1位を獲得した。CD累計売上は30.1万枚（オリコン調べ）を記録した。

## 収録曲

### 初回盤
1. 心に夢を君には愛を
（作詞：Satomi / 作曲・編曲：松本良喜 / ブラスアレンジ：下神竜哉）
簡単なものではあるが、サビでは久々に振り付けがなされている。夏らしい曲を作りたかったらしく、選曲の際に満場一致でこの曲が選ばれた。
出版者：ブライト・ノート・ミュージック
2. ギラ☆ギラ
（作詞：Satomi / 作曲・編曲：本間昭光）
出版者：ブライト・ノート・ミュージック
3. 心に夢を君には愛を (Backing Track)
4. ギラ☆ギラ (Backing Track)

### 通常盤
1. 心に夢を君には愛を
2. ギラ☆ギラ
3. この恋 眠ろう
（作詞・作曲：堂本剛 / 編曲：知野芳彦）
剛が作詞・作曲・メインボーカルを担当し堂本光一がコーラス担当という形をとっている。
出版者：ブライト・ノート・ミュージック

## 参加ミュージシャン
※クレジットは『KinKi Single Selection II』より
| 心に夢を君には愛を - Arrange, Programming, Keyboards & Chorus: 松本良喜 - Ukulele: 鈴木俊介 - Bass: 種子田健 - Percussion: 坂井"LAMBSY"秀彰 - Brass Arrange & Trumpet: 下神竜哉 - Saxophone: 竹野昌邦 - Chorus: KinKi Kids | ギラ☆ギラ - Arrange, Programming & Keyboards: 本間昭光 - Guiter: 林部直樹 - Trumpet：小林太、佐久間勲 - Saxophone: 竹上良成、金子隆博、山本一 - Percussion: 三沢泉 - Keyboards Operator: 飯田高広 - Chorus Arrenge & Chorus: 三谷泰弘 - Chorus: 斉藤妙子、村石有香 |

## 収録アルバム
- 心に夢を君には愛を
  - G album -24/7-
  - KinKi Single Selection II
  - The BEST
- ギラ☆ギラ
  - KinKi Single Selection II
  - The BEST
- この恋 眠ろう

（アルバム未収録）

## 映像作品
- 心に夢を君には愛を
  - KinKi Kids Dome F Concert 〜Fun Fan Forever〜
  - KinKi KISS2 Single Selection
  - KinKi Kids Dome Tour 2004-2005 -Font De Anniversary.-
  - K album（初回限定盤）
  - The BEST
- ギラ☆ギラ
  - KinKi you DVD